# Medizinische Gase
Medizinische Gase sind speziell für den medizinischen Gebrauch produzierte Gase.
Sie gelten je nach ihrer Verwendung als Arzneimittel oder Medizinprodukt und müssen entsprechend gehandhabt und hergestellt werden. So erfolgt die Herstellung in der Regel unter Aufsicht einer Sachkundigen Person gem. AMG §15 (1)(2).
Hierzu gehören Sauerstoff (O2), medizinische Luft („Aer medicalis“), Kohlenstoffdioxid (CO2), Lachgas (N2O), Xenon (Xe), Stickstoffmonoxid (NO) sowie Helium (He) und Stickstoff (N2).
Intensive Forschungsaktivitäten mit dem Ziel einer medizinischen Nutzung gibt es für Kohlenmonoxid (CO) und Schwefelwasserstoff (H2S).
Medizinische Gase unterliegen in Deutschland dem Arzneimittelgesetz und müssen daher hohen Qualitätsansprüchen genügen. Damit sind nur technische Gase sehr hoher Reinheit zu medizinischen Zwecken verwendbar. Seit 2008 gelten für die Errichtung von medizinischen Gasanlagen die Europanormen EN 7396, EN 9170, EN 10524 und EN 5359, die auch eine verbindliche Farbkennzeichnung bestimmter medizinischer Gase verlangen.